# Fria Moderata Studentföreningen i Stockholm

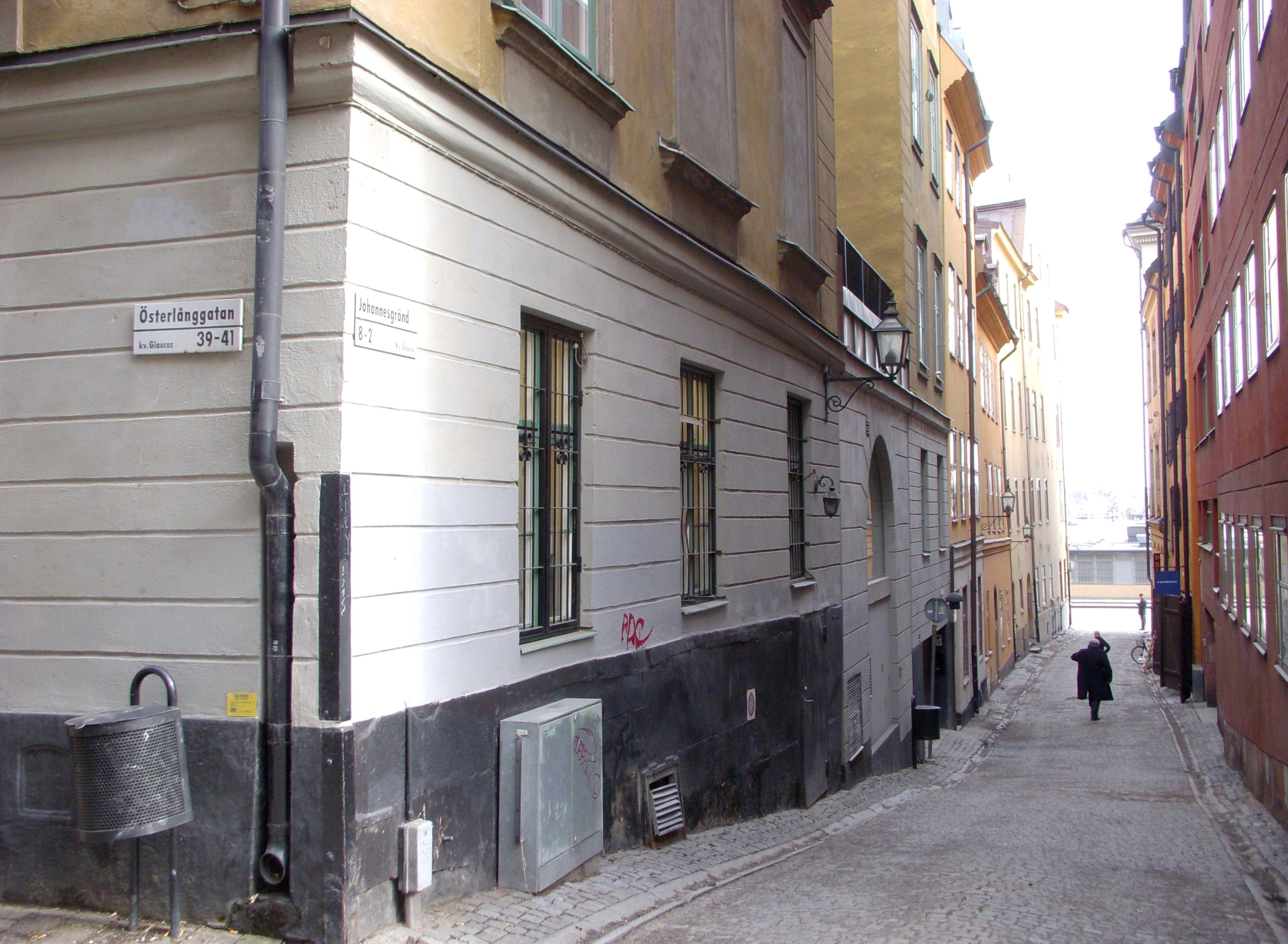
Idag använder Fria Moderata Studentföreningen tillsammans med Högerjuristerna och andra Stockholmsanknutna föreningar i Fria Moderata Studentförbundet en lokal i Gamla stan som mötesplats för diverse aktiviteter.

Fria Moderata Studentföreningen i Stockholm, FMS-Stockholm, FMS, är en politisk studentförening vid Stockholms universitet, ansluten till Fria Moderata Studentförbundet.

## Historia
Föreningen bildades som Ungsvenska Studentföreningen 1935, och var då en del av Ungsvenskarna (nuvarande Moderata ungdomsförbundet). Redan 1938 bytte föreningen namn, till Högerstudenterna. Föreningen bildade tillsammans med likasinnade föreningar från Göteborg, Lund och Uppsala 1942 Sveriges Konservativa Studentförbund, det nuvarande Fria Moderata Studentförbundet. 1968 bytte föreningen till nuvarande namn. 1968 bildade medlemmar i föreningen ett kårparti som fick namnet Borgerliga Studenter – Opposition '68 och som var verksamt vid Stockholms universitet så länge kårobligatoriet bestod.
Under 1970-talet, när vänsteråsikter var populära hos många studenter och ungdomar i övrigt, drev FMS kampanjer på tvärs mot tidsandan och förespråkade bland annat fria val i Östeuropa. Mest uppmärksamhet fick dock den affisch som trycktes upp inför presidentvalet i Finland 1978 och som kritiserade likriktningen i uppslutningen kring Urho Kekkonen - den fick nämligen till följd att en protest framfördes av Finlands ambassadör i Sverige till utrikesminister Karin Söder och av Finlands utrikesminister Paavo Väyrynen till den svenska ambassaden i Helsingfors.
I slutet av 1980-talet och början av 1990-talet uppmärksammades föreningen för att den drev svartklubb i Stockholm och sände radio utan tillstånd. Det politiska syftet med dessa verksamheter var att uppmärksamma vissa inskränkningar som fanns i den dåvarande näringslagstiftningen, och som sedan dess i viss mån har lindrats. Den dåvarande ordföranden Christian Gergils fortsatte under mitten av 1990-talet att driva liknande verksamhet inom Frihetsfronten.

## Ordförandelängd
- 1935-1936 Wilhelm Paues
- 1936-1937 Bengt Ewerlöf
- 1937-1939 Hampus Bodén
- 1939-1941 Wilhelm Paues
- 1941-1942 Bengt Christiansson
- 1942 Åke Moberg
- 1942-1943 Mascoll Silfverstolpe
- 1943-1944 Lennart Masreliez
- 1944-1945 Lars Wiktorin (t.f.)
- 1945-1946 Holger Sjöstedt
- 1946 Gösta Ekeberg
- 1946-1947 Johan Dieden
- 1947 Tolle Ramstedt (t.f.)
- 1947-1948 Torkel Unge (t.f.)
- 1948 Lennart Blom
- 1948-1950 Christer Lind (t.f. 1948-1949)
- 1950-1951 Anders Forsell
- 1951-1952 Per Handberg
- 1952-1953 John Magnus Lindberg
- 1953-1954 Sven Gustav Åstrand
- 1954-1955 Göran Elgfeldt
- 1955-1956 Lars Lindfelt
- 1957-1958 Jan Gillberg
- 1959-1960 Carl Swartz
- 1960-1961 Gustaf Douglas
- 1961-1962 Jan Lundgren
- 1962-1963 Kjell Treslow
- 1963-1964 Peder Olin
- 1964-1965 Johan Gernandt
- 1965-1966 Jörgen Boye
- 1966-1967 Anders Wijkman
- 1967-1968 Mall Yams
- 1968-1969 Peter Kockum
- 1969-1970 Malcolm Hamilton
- 1970-1971 Johan Hjertqvist
- 1971-1972 Annika Sandström
- 1972-1973 Björn Holmberg
- 1973-1974 Anders Thomasson
- 1974-1975 Mats Gezelius
- 1975-1976 Folke Schött
- 1976-1977 Bo W. Raattamaa
- 1977-1978 Joakim von Braun
- 1978-1979 Pekka Palomäki
- 1979-1980 Bo Eriksson
- 1980-1981 Marianne Reimers
- 1981-1982 Ingrid Svensson
- 1982-1983 Carina Welén
- 1983-1983 Theréz Randquist
- 1984-1985 Eva Stein, fd Jansa
- 1985-1986 Margareta Cederfelt, fd Ohlsson
- 1986-1987 Liza Jonasson
- 1987-1988 Magnus Jansa
- 1988-1989 Lena Nilsson
- 1989-1990 Christian Gergils
- 1990-1992 Petter Brolin
- 1992-1993 Mats Ekelund/Patrik Stålgren
- 1993-1994 Erik Eberhardsson
- 1994-1995 Jesper Ekroth
- 1995-1996 Karin Råde
- 1996 Carita Soltin
- 1996-1998 Charlotta Barke
- 1998-1999 Michael Sigge
- 1999-2001 Avid Afkhami
- 2001-2003 Alexandra Hellsten
- 2003-2004 Karl Sigfrid
- 2004 Elias Wästberg
- 2004-2005 Caroline Wallensten
- 2005 Marie-Louise Dahlin
- 2005-2007 Johan Wennström
- 2007-2008 Karin Cederlöf
- 2008-2010 Martin Levanto
- 2011-2012 Peter Plewinski
- 2012-2014 Henrik Lundquist
- 2014-2016 Karl von Baumgarten
- 2016-2018 Birgitta Lundholm
- 2018-2019 Tobias Dahlberg
- 2019-2021 Johanna Patricius
- 2021-2022 Elias Barkvall
- 2022-2023 Fredrik Ljung
- 2023-2024 Hannah Stutzinsky
- 2024-2025 Malte Wilhelmsson
- 2025- Mikael Sundin